# Поисково-спасательные работы

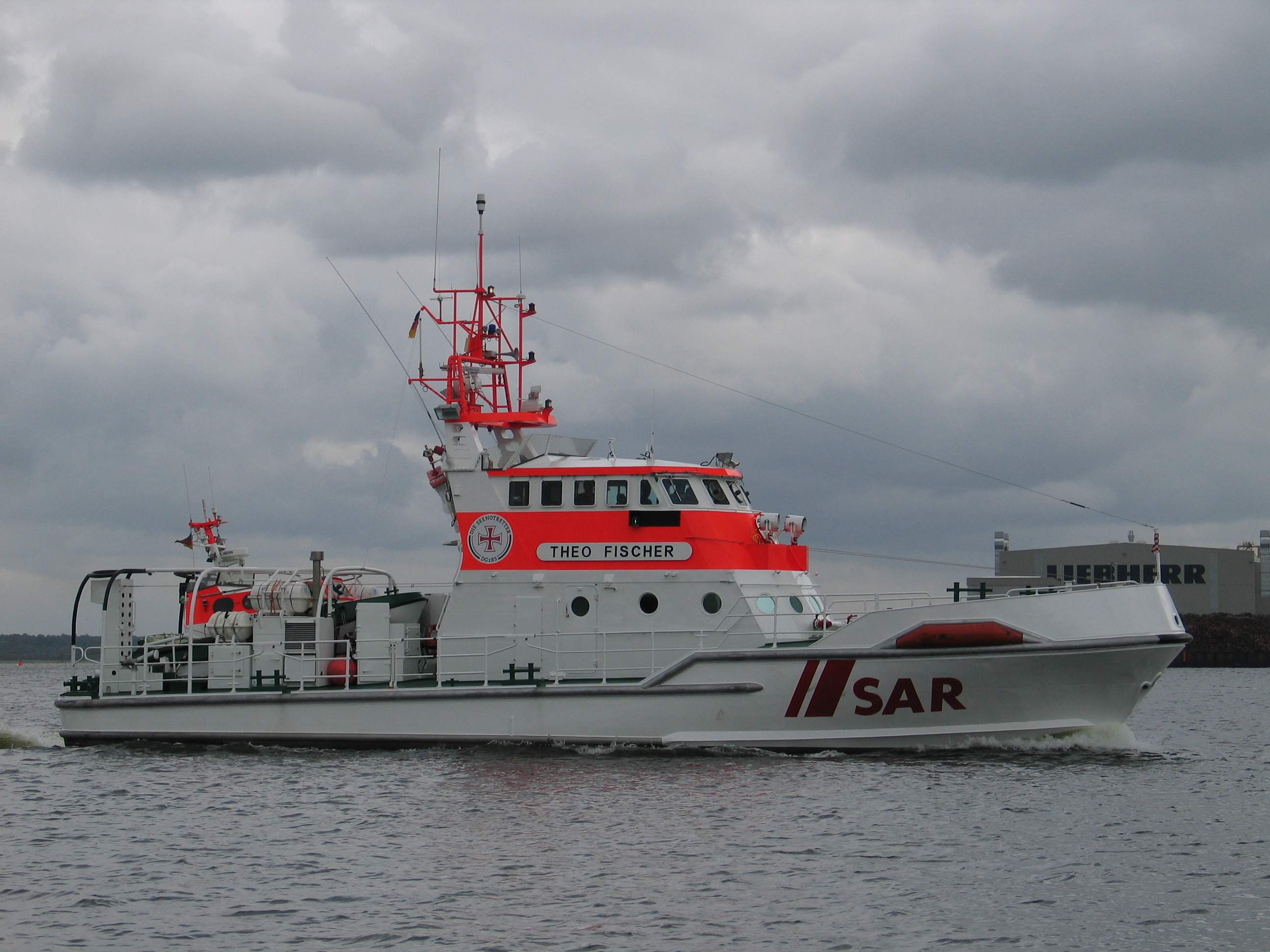
Спасательное судно Theo Fisher Немецкого общества по спасению потерпевших крушение (Deutsche Gesellschaft zur Rettung Schiffbrüchiger, сокр. DGzRS).

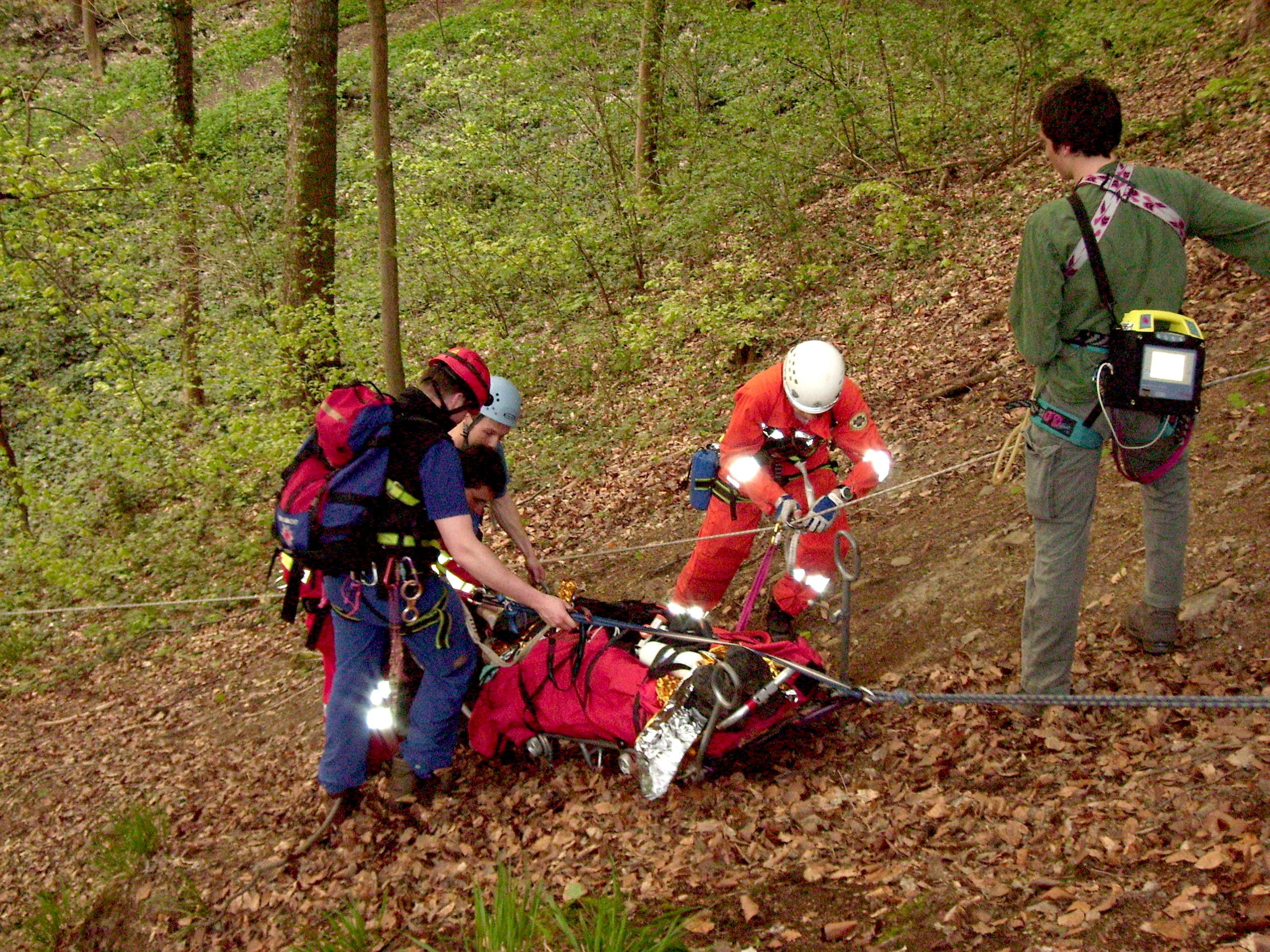
Тренировка по поисково-спасательным работам в горах.

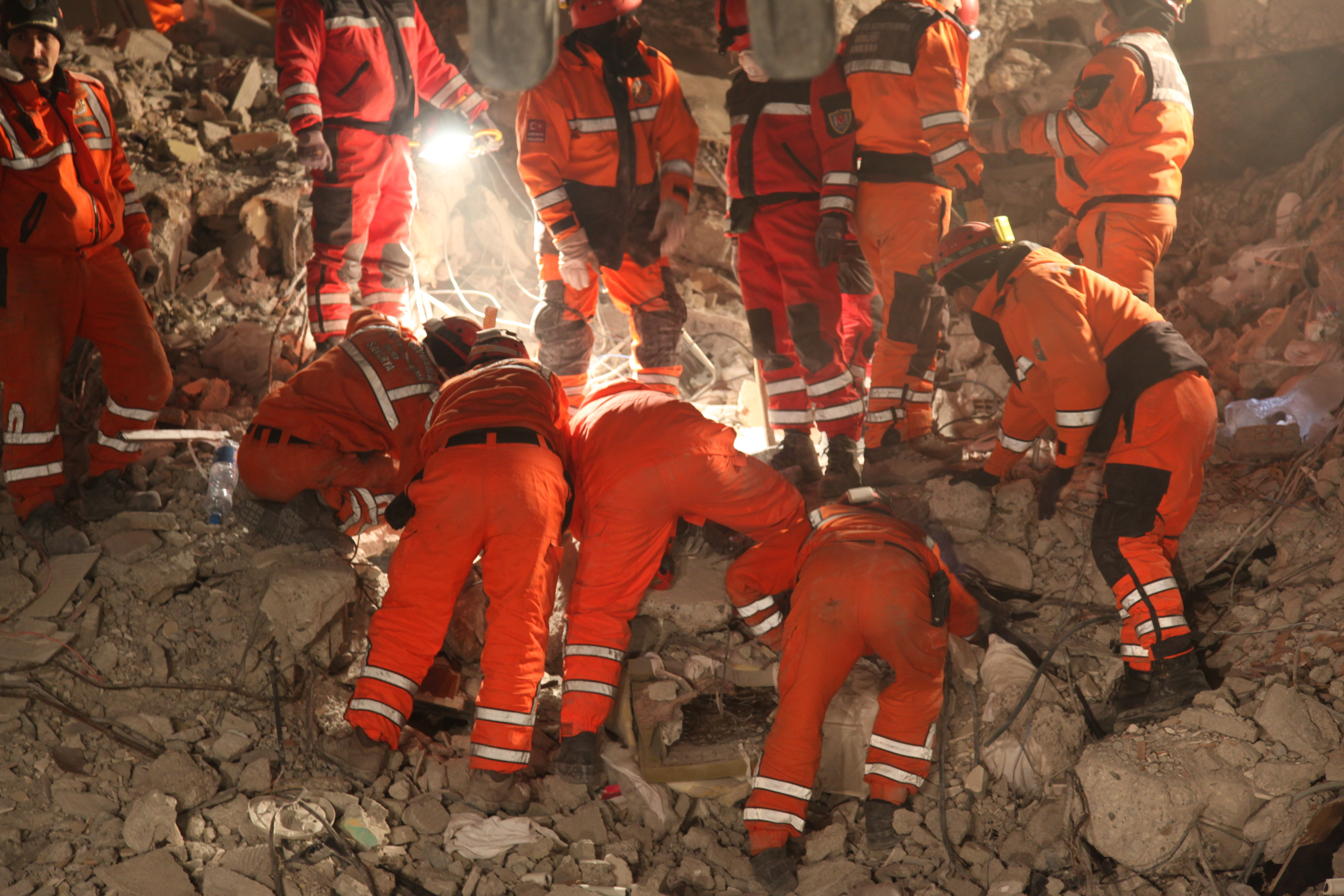
Поисково-спасательные работы после землетрясения в Турции 2011 года.

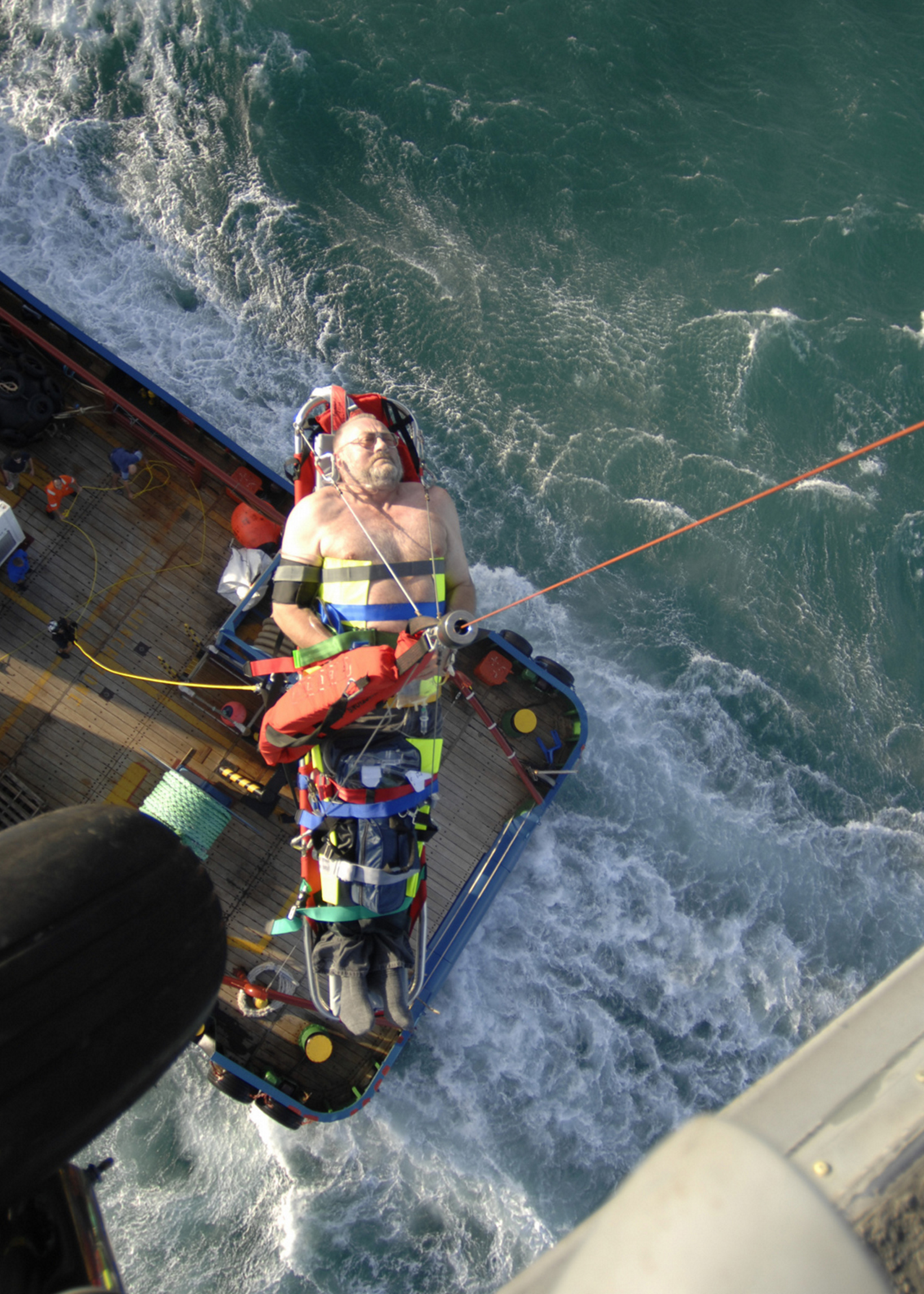
Спасение и подъём человека на борт вертолёта.

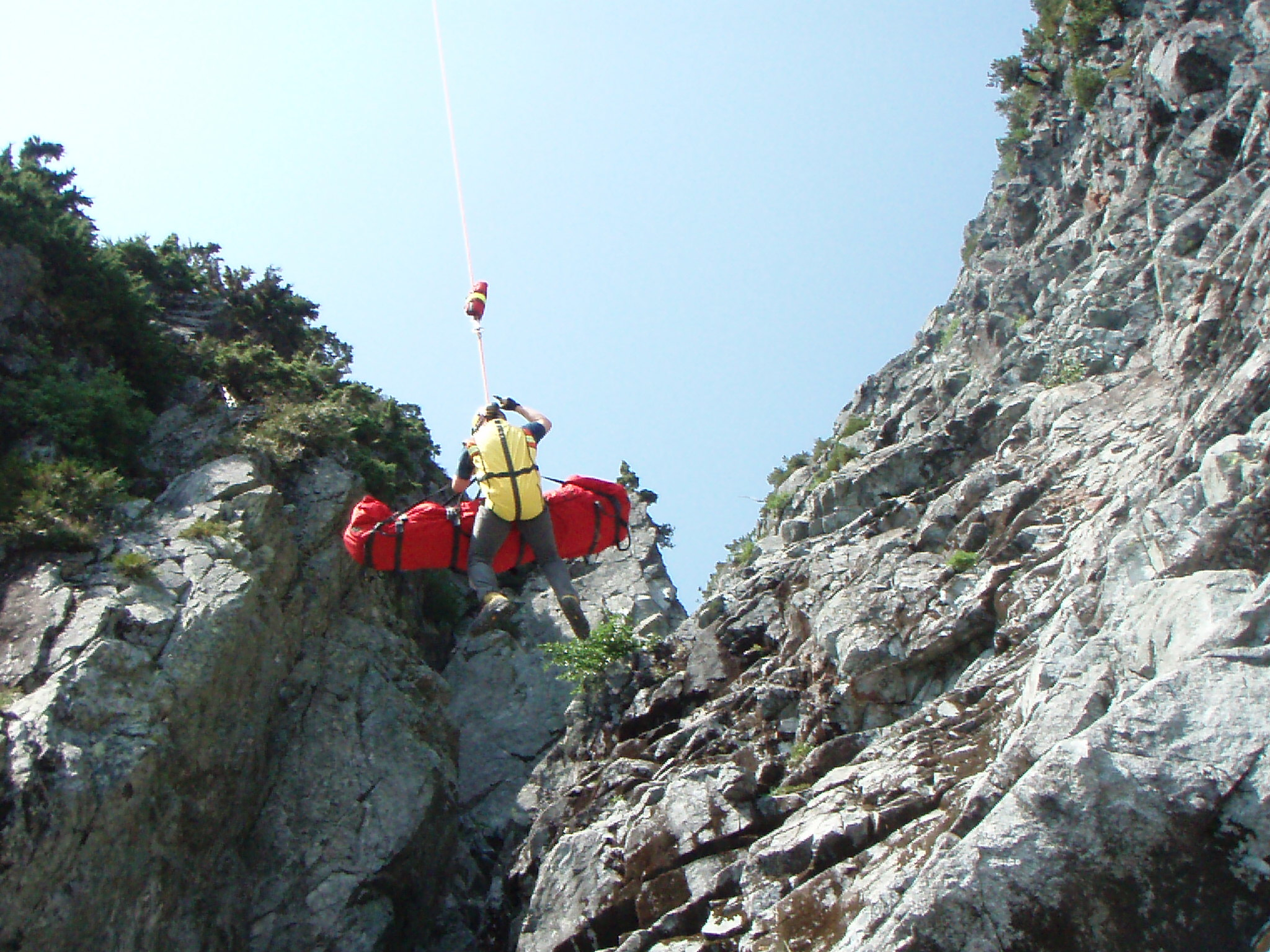
Эвакуация человека вертолётом в горах.

Поиско́во-спаса́тельные рабо́ты — вид аварийно-спасательных работ, которые проводят для установления местонахождения пропавшего объекта (человек, группа людей, морское или воздушное судно), спасения людей, оказания первой или иной помощи пострадавшим и доставка их в безопасное место.

## Термин
В Воздушном кодексе Российской Федерации используются термины «поиск и спасание», «поисковые и аварийно-спасательные работы». Международная конвенция по поиску и спасанию на море 1979 года использует термины «поиск», «спасание», «служба поиска и спасания». Закон «Об аварийно-спасательных службах и статусе спасателей» даёт определение «поисково-спасательные работы — действия, направленные на поиск и спасение людей…». В рамках технического регулирования аварийно-спасательные работы определяются как «действия по поиску и спасению людей…».

## Виды
- поиск и спасание на воде, при авариях на водном транспорте  (в океане, море, на реке, озере, водохранилище, пруде);
- поиск и спасание пострадавших в горах, пещерах и в иных экстремальных природных условиях;
- поиск и спасание пострадавших при авариях на авиационном транспорте;
- поиск и извлечение пострадавших при завалах, обрушениях (при землетрясениях и техногенных катастрофах);
- поиск и спасание пострадавших при затоплениях (наводнениях);

## Поисково-спасательные службы и формирования
Для поиска и обнаружения в труднодоступных местах людей, экипажей повреждённых летательных аппаратов, спускаемых аппаратов космических кораблей и оказания им помощи из личного состава поисково-спасательных служб и формирований создают подразделение — поисково-спасательную группу.

## Организация службы в разных странах мира

### Россия
Поисково-спасательная служба МЧС России — совокупность органов управления, сил и средств, предназначенных для решения задач по предупреждению и ликвидации чрезвычайных ситуаций. Основу службы составляют поисково-спасательные формирования. Создана в соответствии с постановлением Правительства РФ от 28 июля 1992 года № 528 на базе туристских и альпинистских спасательных служб, пунктов и центров.
Поисково-спасательная служба МЧС России (ПСС МЧС России) является подведомственным учреждением Министерства Российской Федерации по делам гражданской обороны, чрезвычайным ситуациям и ликвидации последствий стихийных бедствий, и предназначена для проведения поисково-спасательных работ в условиях чрезвычайных ситуаций природного и техногенного характера.

#### Морская спасательная служба Росморречфлота

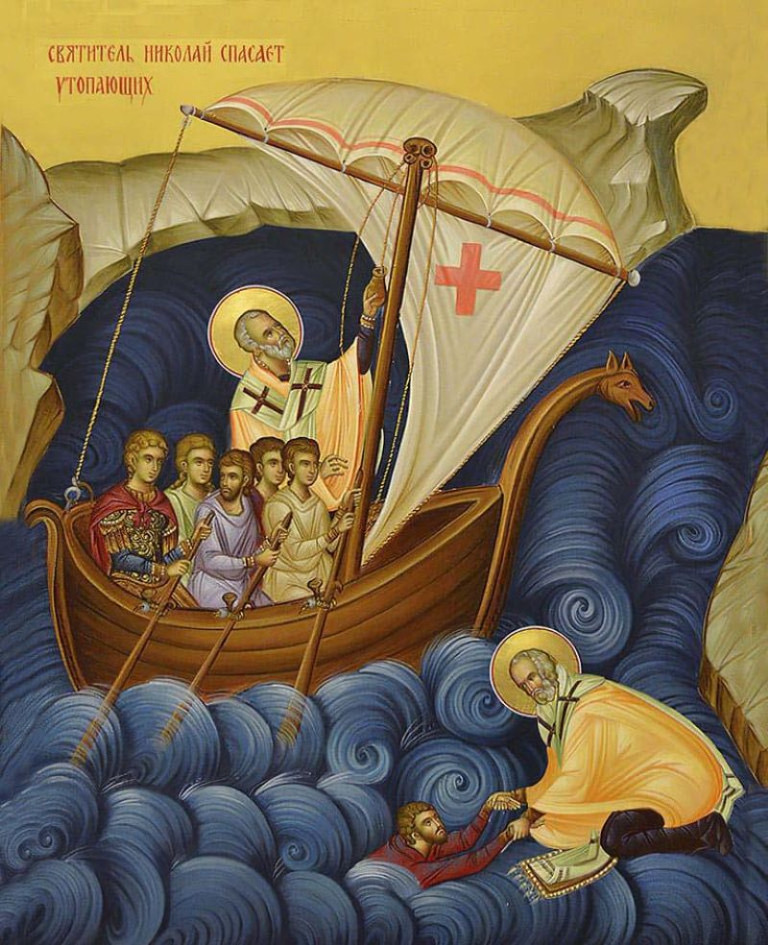
Св. Николай Чудотворец спасает моряков, икона, Россия

В 1923 году в СССР была создана Экспедиция подводных работ особого назначения (ЭПРОН). До 1931 года она находилась в ве́дении ОГПУ, в 1931 году передана НКПС, в 1936 году — Наркомату водного транспорта, в 1939 году — Наркомату морского флота. ЭПРОН стала мощной специализированной организацией-монополистом по проведению аварийно-спасательных, судоподъёмных и водолазных работ. Она имела свои структурные подразделения (экспедиции) на Балтийском, Черноморском, Северном, Тихоокеанском флотах и Каспийской военной флотилии. С началом Великой Отечественной войны ЭПРОН была включена в состав ВМФ СССР, и в 1942 году реорганизована в Аварийно-спасательную и судоподъёмную службу ВМФ, в 1944 году преобразованную в Аварийно-спасательную службу ВМФ (АСС ВМФ).
Распоряжением Совета министров СССР от 23 августа 1956 года № 5128-р выполнение судоподъёмных и подводно-технических работ в народно-хозяйственных целях для всех гражданских ведомств было передано ММФ СССР. Эти функции должно было выполнять Главное управление морских путей, судоподъёмных и подводно-технических работ ММФ СССР (Главморпуть ММФ), которое начало создавать с 1 января 1957 года соответствующие подразделения во всех морских бассейнах в составе бассейновых организаций морских путей. Главморпути ММФ из состава АСС ВМФ были переданы вспомогательные плавсредства и водолазная техника.
Затем в Черноморском, Балтийском, Мурманском, Северном, Камчатском, Сахалинском, Дальневосточном и Каспийском морских пароходствах были созданы экспедиционные отряды аварийно-спасательных и подводно-технических работ (ЭО АСПТР), действующие на хозрасчёте, на которые приказом были возложены функции по выполнению аварийно-спасательных работ и ответственность за спасание людей на море. В 1972 году в ММФ СССР было создано Всесоюзное объединение (ВО) «Совсудоподъём», которому функционально подчинили все экспедиционные отряды АСПТР. В 1982 году ВО «Совсудоподъём» было упразднено с распределением его функций между ВО «Мореплавание» и ВО «Морстройзагранпоставка».
В 1988 году при ММФ СССР был образован Государственный морской спасательно-координационный центр (ГМСКЦ) и соответствующие центры и подцентры в морских бассейнах страны. 15 января 1991 года была создана Государственная морская аварийно-спасательная специализированная служба СССР (Госморспецслужба СССР) с подчинением ей бассейновых аварийно-спасательных управлений. Данная структура, в 1992 году после распада СССР вошедшая в систему организаций Министерства транспорта России (Минтранса России), получила название Государственная морская аварийно-спасательная специализированная служба Российской Федерации (Госморспецслужба России), и впоследствии стала основой Госморспасслужбы России.
23 июля 1998 года путём слияния Главного управления Госморспецслужбы России и ГМСКЦ было создано Государственное учреждение «Государственная аварийная и спасательно-координационная служба Российской Федерации» (ГУ «Госморспасслужба России»). В 2004 году в ходе административной реформы ГУ «Госморспасслужба России» и её подразделения стали подведомственны Росморречфлоту Минтранса России. 31 марта 2005 года ГУ «Госморспасслужба России» становится федеральным государственным учреждением (ФГУ «Госморспасслужба России»), а 26 мая 2011 года — федеральным бюджетным учреждением (ФБУ «Госморспасслужба России»).

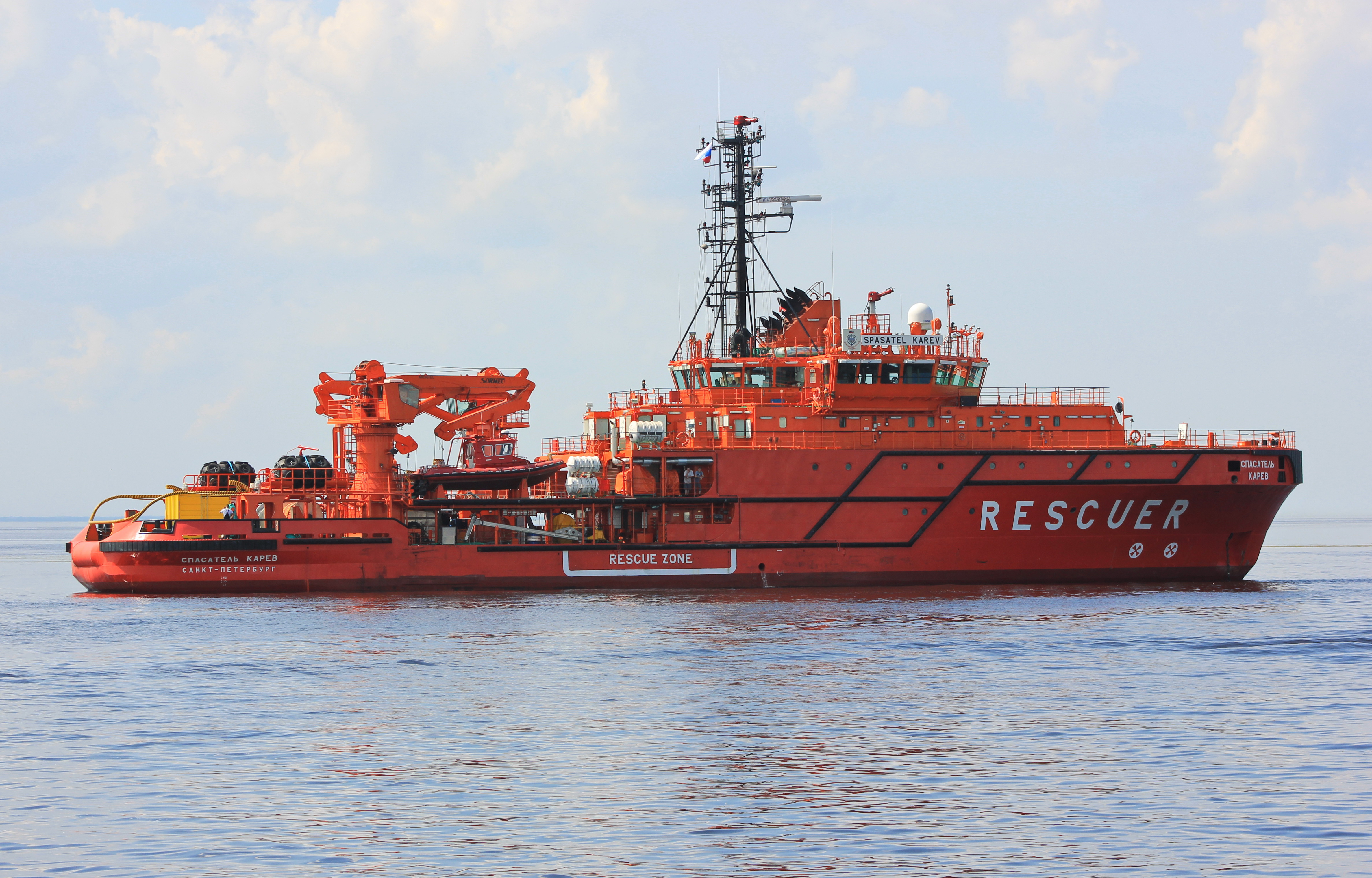
Многофункциональное аварийно-спасательное судно «Спасатель Карев» проекта MPSV07 из состава флота Госморспасслужбы России (порт приписки — Санкт-Петербург), 2013 год.

В 2007 году в системе Госморспасслужбы России работало около 1500 человек, около 80 единиц флота, в том числе многоцелевые суда, морские буксиры-спасатели, водолазные суда и вспомогательный флот. Кроме спасения людей на море Госморспасслужба России также осуществляла ликвидацию разливов нефти и нефтепродуктов в море.
24 июня 2014 года Госморспасслужба России была преобразована в Федеральное бюджетное учреждение «Морская спасательная служба Росморречфлота» (ФБУ «Морспасслужба Росморречфлота»). 15 марта 2018 года ФБУ «Морспасслужба Росморречфлота» переименовано в Федеральное государственное бюджетное учреждение «Морская спасательная служба» (ФГБУ «Морспасслужба»).

#### Служба авиационного поиска и спасания
10 октября 1966 года была создана поисково-спасательная служба ВВС СССР. Её задачей была координация действий авиационных частей и подразделений военной и гражданской авиации, привлекаемых к выполнению аварийно-спасательных и поисковых работ. Она также занималась поисково-эвакуационными мероприятиями по обеспечению космической деятельности. В 1972 году был сформирован штатный поисково-спасательный комплекс (ПСК) ВВС, в состав которого вошли четыре передовых поисковых командных пункта, а также несколько специальных отдельных авиационных поисково-спасательных частей и подразделений. В июне 1976 года была создана Единая государственная авиационная поисково-спасательная служба (ЕГАПСС) Министерства обороны СССР. 
В 1992 году она была преобразована в Российскую федеральную авиационно-космическую службу поиска и спасания. которая в апреле 1994 года была преобразована в Федеральное управление авиационно-космического поиска и спасания (ФПСУ) при Минобороны России. В конце 2005 года после ликвидации ФПСУ появилась Федеральная аэронавигационная служба при Правительстве Российской Федерации (ФАНС). С 2007 года ответственным за службу авиационно-космического поиска и спасания, стало Федеральное агентство воздушного транспорта (Росавиация). В составе Росавиации имеются авиационные поисково-спасательные центры в семи федеральных округах России (кроме Северо-Кавказского). Их задачами является организация, координация и проведение поиска и спасания терпящих или потерпевших бедствие воздушных судов всех видов авиации, их пассажиров и экипажей, а также поиск и эвакуация космонавтов и спускаемых космических объектов или их аппаратов с места посадки.

### Польша
Морская служба поиска и спасения была создана в Польше 24 декабря 2001 года Распоряжением министра инфраструктуры «О деятельности Морской службы поиска и спасения» в соответствии с Законом от 9 ноября 2000 года «О технике безопасности на море».

### Великобритания
Королевское национальное общество спасания на водах (англ. аббрев. RNLI) было создано под покровительством британского монарха в 1824 году. В настоящий момент в распоряжении этой неправительственной, благотворительной организациитимеется около 400 плавсредств на 238 спасательных станциях по всему побережью и на малых островах.